# Subjektivni idealizam
Subjektivni idealizam je jedna od formi idealizma, odnosno mogao bi se prikladnije nazvati imaterijalizam, stav koje se vezuje za Georgea Berkeleya, po kojemu materijalne stvari ne postoje, nego postoji samo um i mentalni sadržaji.  

## Relevantni članci
- Idealizam
- Novovjekovna filozofija
- Materijalizam
- George Berkeley